# Courcelles-le-Roi
Pour les articles homonymes, voir Courcelles.
 (octobre 2010).
Courcelles-le-Roi (Courcelles jusqu'en novembre 2018) est une commune française, située dans le département du Loiret en région Centre-Val de Loire.

## Géographie

### Localisation

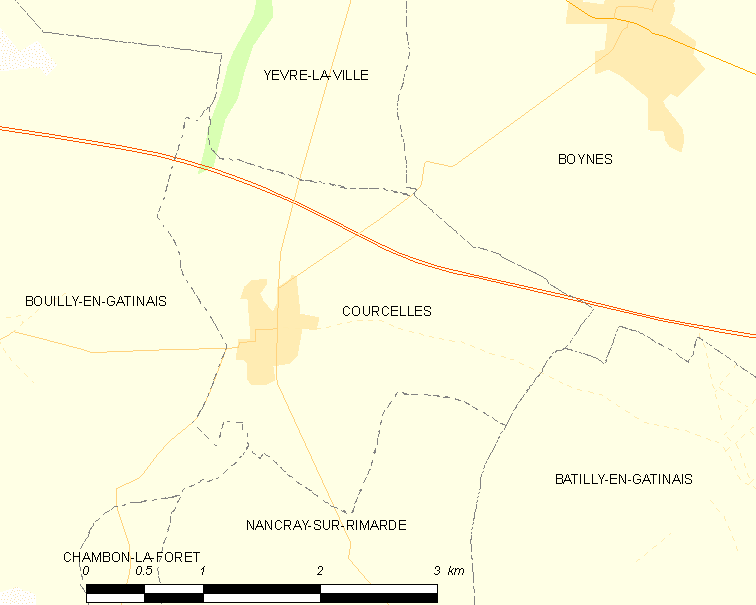
Carte de la commune de Courcelles (Loiret) et des communes limitrophes.

La commune de Courcelles-le-Roi se trouve dans le quadrant nord-est du département du Loiret, à 37,4 km (à vol d'oiseau) au nord-est de sa préfecture Orléans. Sa sous-préfecture Pithiviers est à 9,9 km 
au nord-ouest ; Beaune-la-Rolande, ancien chef-lieu du canton dont dépendait la commune avant mars 2015, est à 8,7 km à l'est-S-E.
La commune fait partie du bassin de vie de Beaune-la-Rolande.

### Communes limitrophes et proches
Outre les communes limitrophes ci-dessous, les autres communes les plus proches sont : 
Chambon-la-Forêt (4,8 km), 
Saint-Michel (5,5 km), 
Vrigny (5,8 km), 
Ascoux (6,1 km) et 
Bouzonville-aux-Bois (6,2 km).
|                     | Yèvre-la-Ville      | Boynes              |
| Bouilly-en-Gâtinais | Courcelles-le-Roi   |                     |
|                     | Nancray-sur-Rimarde | Batilly-en-Gâtinais |

### Présentation
La commune est la 151e commune située sur la Méridienne Verte matérialisant le méridien de Paris.
Sa superficie est de 6,3 km2.
Il y eut un remembrement de 495 hectares avec 386 propriétaires. Avant le remembrement, la commune comptait 2 917 parcelles en 1858 îlots de propriétés, elle comptait alors 10,5 kilomètres de chemin. Puis, après le remembrement, 568 parcelles la composaient et elle comptait 27 kilomètres de chemin. Soit une réduction de 74 %.[Quand ?]

### Géologie et relief

#### Géologie
La commune se situe dans le sud du Bassin parisien, le plus grand des trois bassins sédimentaires français. Cette vaste dépression, occupée dans le passé par des mers peu profondes et des lacs, a été comblée, au fur et à mesure que son socle s’affaissait, par des sables et des argiles, issus de l’érosion des reliefs alentour, ainsi que des calcaires d’origine biologique, formant ainsi une succession de couches géologiques.
Les couches affleurantes sur le territoire communal sont constituées de formations superficielles du Quaternaire et de roches sédimentaires datant du Cénozoïque, l'ère géologique la plus récente sur l'échelle des temps géologiques, débutant il y a 66 millions d'années. La formation la plus ancienne est du calcaire de Pithiviers remontant à l’époque Miocène de la période Néogène. La formation la plus récente est des alluvions récentes des lits mineurs remontant à l’époque Holocène de la période Quaternaire. Le descriptif de ces couches est détaillé dans  la feuille « n°328 - Pithiviers » de la carte géologique au 1/50 000ème du département du Loiret, et sa notice associée.

Carte géologique de la commune.

|  | Fz : | alluvions récentes des lits mineurs, Holocène |

|  | qOE : | Limons et Loess, Quaternaire |

|  | p-qFCC : | sables de Lozère ou alluvions des '-Cailloutis culminants'-, Pliocène supérieur à Pléistocène inférieur, terrasse à +50 à 60 m |

|  | m2MSO : | marnes et sables de l'Orléanais, Burdigalien |
|  | m1MBl : | marne de Blamont, Aquitanien                 |
|  | m1CPi : | calcaire de Pithiviers, Aquitanien           |

#### Relief
La superficie cadastrale de la commune publiée par l’Insee, qui sert de références dans toutes les statistiques, est de 6,3 km2,. La superficie géographique, issue de la BD Topo, composante du Référentiel à grande échelle produit par l'IGN, est quant à elle de 6,29 km2. Son relief est relativement plat puisque la dénivelée maximale atteint 21 mètres. L'altitude du territoire varie entre 97 m et 118 m.

### Hydrographie
La Rimarde, qui arrose le bourg et traverse la commune du sud au nord, est formée de trois ruisseaux (la Rimarde, la petite Rimarde et le Gournet) qui se réunissent au Fort des Eaux à 1 kilomètre du château. Son cours est modifié en 1951 en raison des inondations. Une population importante d'écrevisses peuple la rivière jusqu'au début des années 1950.[réf. nécessaire]
En 1952, deux ponts sont construits : le pont rompu et le pont de la rue Creuse (actuellement rue du Moulin).[réf. nécessaire]
La commune adhère au syndicat de la Rimarde, créé en 1949, traitant des affaires concernant la rivière et réunissant les différentes communes traversées par celle-ci.[réf. nécessaire]

### Climat
Pour des articles plus généraux, voir Climat du Centre-Val de Loire et Climat du Loiret.
En 2010, le climat de la commune est de type climat océanique dégradé des plaines du Centre et du Nord, selon une étude du CNRS s'appuyant sur une série de données couvrant la période 1971-2000. En 2020, Météo-France publie une typologie des climats de la France métropolitaine dans laquelle la commune est exposée à un climat océanique altéré et est dans la région climatique Sud-ouest du bassin Parisien, caractérisée par une faible pluviométrie, notamment au printemps (120 à 150 mm) et un hiver froid (3,5 °C).
Pour la période 1971-2000, la température annuelle moyenne est de 10,8 °C, avec une amplitude thermique annuelle de 15,6 °C. Le cumul annuel moyen de précipitations est de 681 mm, avec 11 jours de précipitations en janvier et 7,2 jours en juillet. Pour la période 1991-2020, la température moyenne annuelle observée sur la station météorologique de Météo-France la plus proche, sur la commune de Ladon à 19 km à vol d'oiseau, est de 11,7 °C et le cumul annuel moyen de précipitations est de 685,3 mm,. Pour l'avenir, les paramètres climatiques de la commune estimés pour 2050 selon différents scénarios d'émission de gaz à effet de serre sont consultables sur un site dédié publié par Météo-France en novembre 2022.

## Urbanisme

### Typologie
Au 1er janvier 2024, Courcelles-le-Roi est catégorisée commune rurale à habitat dispersé, selon la nouvelle grille communale de densité à sept niveaux définie par l'Insee en 2022.
Elle est située hors unité urbaine. Par ailleurs la commune fait partie de l'aire d'attraction de Pithiviers, dont elle est une commune de la couronne,. Cette aire, qui regroupe 27 communes, est catégorisée dans les aires de moins de 50 000 habitants,.

### Occupation des sols
L'occupation des sols de la commune, telle qu'elle ressort de la base de données européenne d’occupation biophysique des sols Corine Land Cover (CLC), est marquée par l'importance des territoires agricoles (93 % en 2018), une proportion sensiblement équivalente à celle de 1990 (93,5 %). La répartition détaillée en 2018 est la suivante : 
terres arables (93 %), zones urbanisées (6,3 %), forêts (0,7 %).
L'évolution de l’occupation des sols de la commune et de ses infrastructures peut être observée sur les différentes représentations cartographiques du territoire : la carte de Cassini (XVIIIe siècle), la carte d'état-major (1820-1866) et les cartes ou photos aériennes de l'IGN pour la période actuelle (1950 à aujourd'hui).

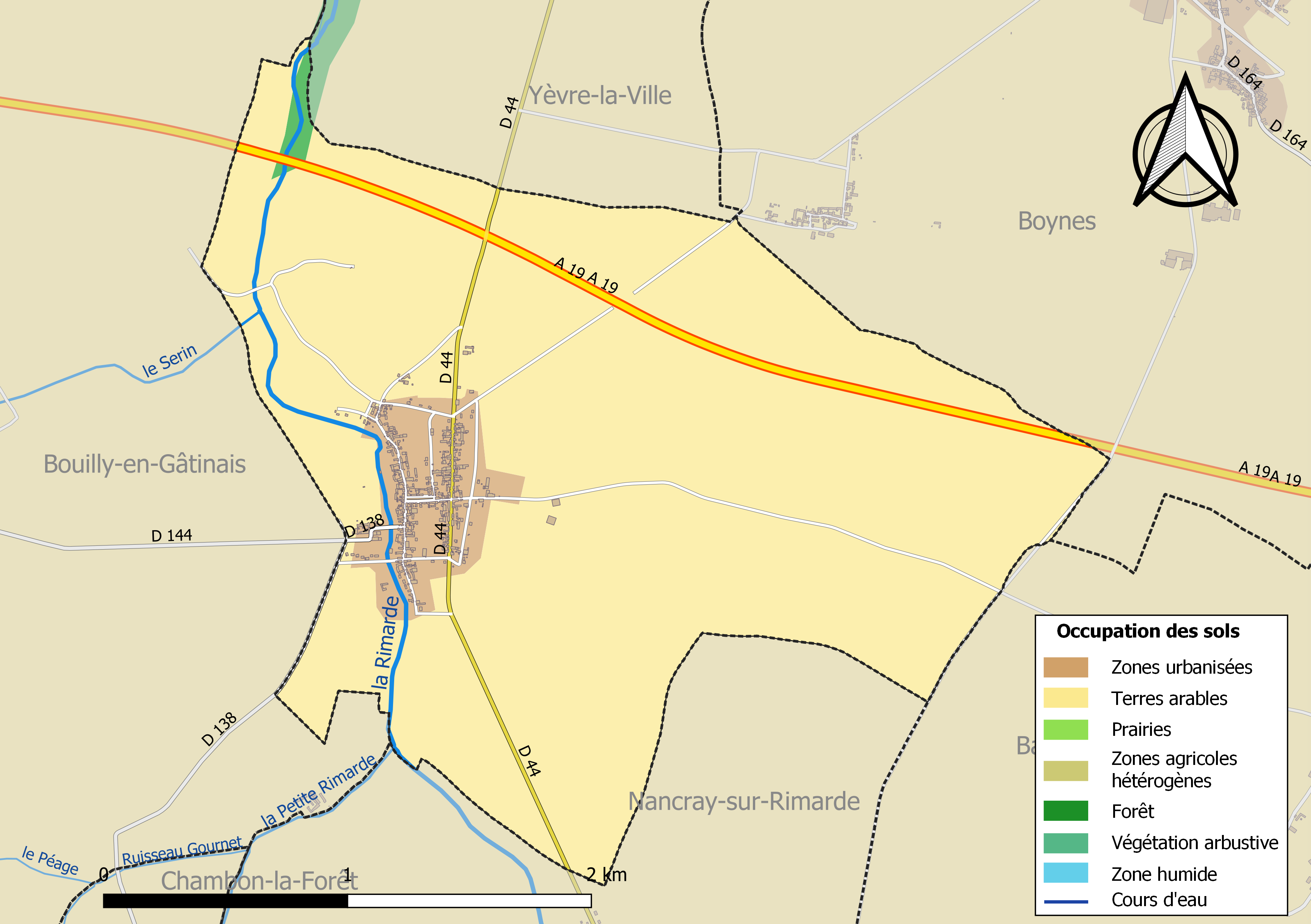
Carte des infrastructures et de l'occupation des sols de la commune en 2018 (CLC).
Carte orthophotographique de la commune en 2016.

### Voies de communication et transports

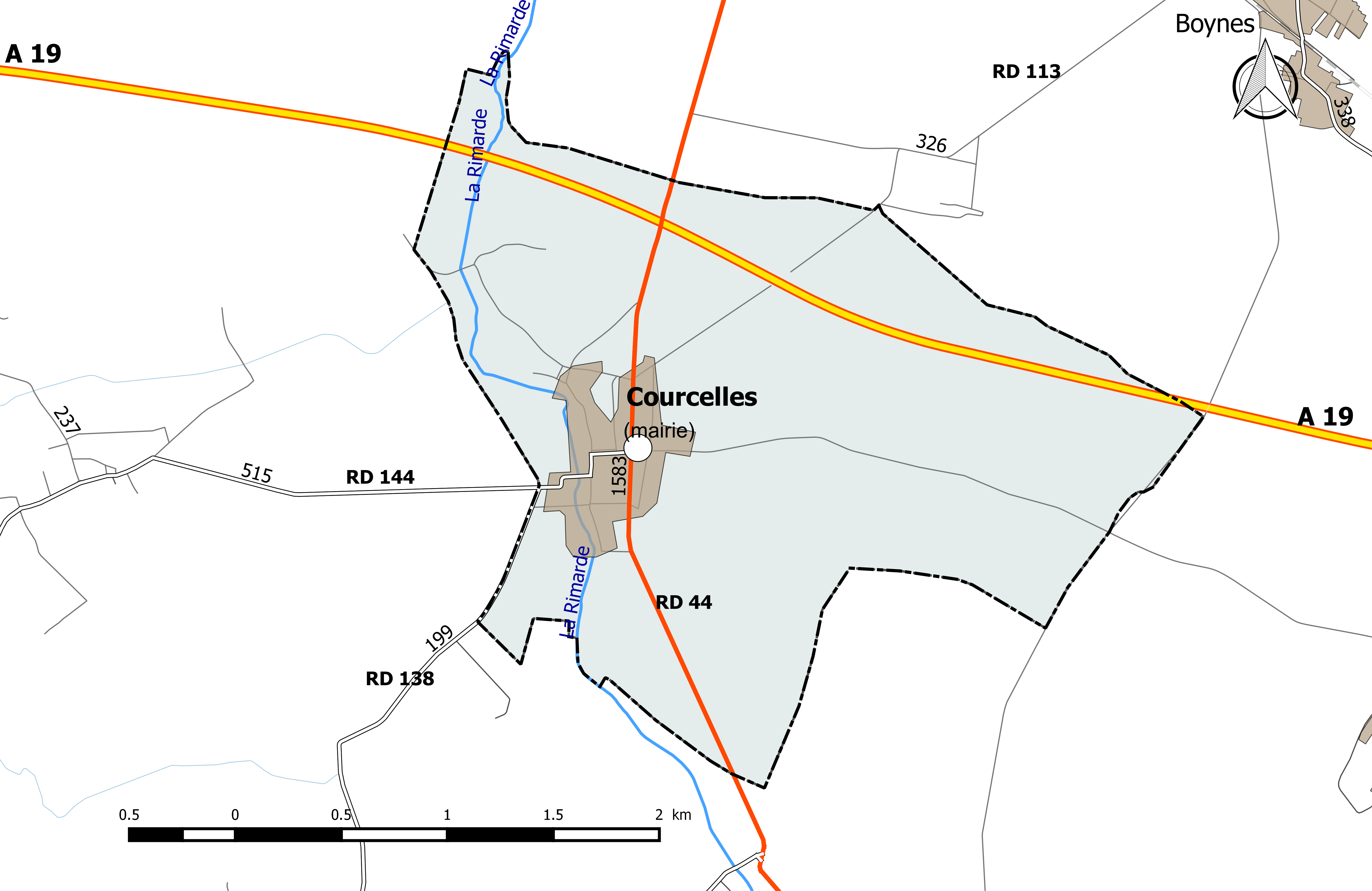
Réseau routier principal de la commune de Courcelles (avec indication du trafic routier 2014).

#### Infrastructures routières
L'autoroute A19, mise en service en 2009, traverse la commune dans sa partie nord mais n'a aucun échange avec son territoire. La route départementale 44 franchit l'autoroute par un passage supérieur. L'accès le plus proche à cette autoroute est le diffuseur d'Escrennes, situé à 14 km sur la commune d'Escrennes et constituant la sortie no 7.
La commune est par ailleurs traversée par quatre routes départementales : la RD 44 (1 583 véhicules/jour en 2014), une route à grande circulation qui relie Gien à Yèvre-la-Ville, la RD 113 (326 véhicules/jour), qui relie la commune à  Boynes, la RD 138 (199 véhicules/jour), qui la relie à Chambon-la-Forêt, et la RD 144 (515 véhicules/jour), qui la relie à Vrigny.

#### Transport en commun
Aucune ligne régulière du réseau Ulys, le réseau interurbain de transport par autocar du Conseil départemental du Loiret, ne dessert la commune. Par contre la commune bénéficie du service Ulys Proximité qui emmène les usagers vers un arrêt desservi par la ligne régulière la plus proche, la ligne 11 qui relie Pithiviers à Montargis.

### Risques naturels et technologiques
La commune de Courcelles-le-Roi est vulnérable à différents aléas naturels : climatiques (hiver exceptionnel ou canicule), mouvements de terrain ou sismique (sismicité très faible). Elle est également exposée à un risque technologique : le risque de transport de matières dangereuses
.
Entre 1989 et 2019, deux arrêtés ministériels ayant porté reconnaissance de catastrophe naturelle ont été pris pour le territoire de la commune pour des inondations et coulées de boue.

#### Risques naturels
Le territoire de la commune peut être concerné par un risque d'effondrement de cavités souterraines non connues. Une cartographie départementale de l'inventaire des cavités souterraines et des désordres de surface a été réalisée. Il a été recensé sur la commune plusieurs effondrements de cavités.
Par ailleurs, le sol du territoire communal peut faire l'objet de mouvements de terrain liés à la sécheresse. Le phénomène de retrait-gonflement des argiles est la conséquence d'un changement d'humidité des sols argileux. Les argiles sont capables de fixer l'eau disponible mais aussi de la perdre en se rétractant en cas de sécheresse. Ce phénomène peut provoquer des dégâts très importants sur les constructions (fissures, déformations des ouvertures) pouvant rendre inhabitables certains locaux. Celui-ci a particulièrement affecté le Loiret après la canicule de l'été 2003. Une grande partie du territoire de la commune est soumise à un aléa « moyen » face à ce risque, selon l'échelle définie par le Bureau de recherches géologiques et minières (BRGM).
Depuis le 22 octobre 2010, la France dispose d'un nouveau zonage sismique divisant le territoire national en cinq zones de sismicité croissante. La commune, à l'instar de l'ensemble du département, est concernée par un risque très faible.

#### Risques technologiques
La commune est exposée au risque de transport de matières dangereuses, en raison du passage sur son territoire d'un itinéraire structurant supportant un fort trafic (l'autoroute A19),.

## Toponymie
Au fil des siècles, le nom de la commune évolue de Curceles au XIe siècle ; Curcellis en 1123 ; Corceles en 1233 ; Corselis Regis vers 1350 ; Courcelles-le-Roy en 1736 ; puis, à la Révolution, Courcelles-la-Rivière ; en 1918, Courcelles.
En janvier 2015, la mairie sonde les habitants sur l’appellation de la municipalité, et notamment, sur le fait de reprendre son nom historique de Courcelles-le-Roy afin de se différencier des autres municipalités portant également le nom de Courcelles.
En novembre 2018, un décret officialise le changement de nom de la commune. Toutefois, celle-ci se nomme désormais Courcelles-le-Roi (avec un i et non un y) contre l'avis des habitants. La commission de révision du nom des communes justifie sa décision en décrivant l'autre orthographe comme « archaïsante ».

## Histoire
Courcelles est cité au début du IXe siècle comme appartenant au douaire d'une certaine Gile (Gisla), veuve d'un certain Roin (Rothing). Elle en fait don à l'abbaye de Gembloux que venait de fonder son petit-fils Saint Guibert, donation entérinée en 946 par une charte de l'empereur Othon Ier.
Le plus ancien document connu à ce jour qui fasse mention de Courcelles est daté de 1123 : Bozon, abbé de l'abbaye de Fleury (Saint-Benoît-sur-Loire), accorde aux religieux de la Cour-Dieu, un droit de dîme sur les biens que possède son monastère à Courcelles. L'abbé Thibault achète en 1262 à Guillaume de Cottainville les terres qu'il possède dans les paroisses de Bouilly et de Courcelles pour 50 livres parisis. Ces terres portent encore le nom de « terres du couvent ». La paroisse de Courcelles appartient alors au diocèse de Sens, dédiée à saint Jacques le Majeur. On y honore également saint Hubert et sainte Appoline. Le curé a longtemps été choisi par l'abbé de Saint-Benoît-sur-Loire puis après 1709, par l'archevêque de Sens.[réf. nécessaire]

### Âge du bronze
Lors des fouilles archéologiques de 2006 
précédant la construction de l'autoroute A19, deux ensembles funéraires ont été mis au jour aux lieux-dits le Haut de l'Aunette, 
et la pièce du Mail, dans la petite vallée de la Rimarde, à environ 1 km au nord-ouest du bourg et 8 km au sud-est de Pithiviers, 
datés du début de l'âge du bronze final I-IIa (entre -1350 et -1250 avant notre ère).
Les deux sites sont à un kilomètre l'un de l'autre et sont partiellement synchrones.
Le Haut de l'Aunette
Cette nécropole tumulaire à incinération est entre la rive gauche (côté ouest) de la Rimarde et le chemin rural de la Fontaine. Elle s'organise autour d'un monument fondateur de 9 m de diamètre : la sépulture d'un personnage de haut rang. Elle inclut 15 sépultures, dont six monumentales : des tumuli délimités par une couronne ou cercle de pierres entourant la sépulture unique au centre. Le diamètre des tumuli varie entre 1 et 10 m (un diamètre de 9,60 m a été mentionné pour le grand tumulus central, sans référence).
Les restes des défunts sont placés dans un vase ou un contenant périssable (bois, vannerie, sacs en tissus ou cuir, etc.), et ce récipient déposé dans des espaces aménagés pour la plupart avec grand soin : les côtés sont généralement coffrés avec du bois ou des dalles en calcaire, et le fond est aménagé pour y installer un plancher. 

Divers objets sont joints aux incinérations, dont un service funéraire comprenant entre 2 et 5 vases. Parfois ce sont aussi des objets personnels, parures (bracelets, épingles de bronze) ou objets de toilette.
Deux éléments caractérisent particulièrement cette nécropole :
- les tumuli sont jusqu'alors (dans les années 2000) inconnus en région Centre[45] ; ce sont des créations nouvelles en Europe, à une période où le rite de l'inhumation commence à être remplacé par celui de l'incinération[49] (voir la Culture des champs d'urnes).
- l'incinération est une pratique funéraire unique pour cette époque[45].

Le site a également livré des traces d'occupation du Néolithique ancien (vers 4800 cal. avant notre ère) et d'une nécropole carolingienne. Des analyses palynologiques à proximité immédiate du site du Haut de l'Aunette
ont permis de retracer l'évolution du paysage végétal depuis un peu plus de 2300 ans (2340 ± 70 BP, soit pour A-14433 : 759 [398] 206 cal. BC), soit au Hallstatt. Élevage et cultures de céréales à l'âge du fer sur des espaces déjà défrichés, présence de noyer et de châtaignier, densité de population relativement importante (indiquée par l'absence de végétation de landes). Au Haut Empire, les activités pastorales se développent et la culture des céréales diminue ou s'éloigne de la vallée à partir de 1875 ± 55 BP. La culture du chanvre (ou du houblon ?) apparaît au Bas Empire et atteint son maximum au haut Moyen Âge.
La pièce du Mail
Cette nécropole inclut seulement un tumulus, et 15 tombes dont six incinérations, une inhumation, des tombes diverses et peut-être un cénotaphe.
Les objets accompagnant les sépultures sont principalement en céramique, avec quelques bijoux : bracelets, épingles de bronze.
Aucun mobilier prestigieux n'a été découvert.[réf. nécessaire]
Cette population du nord du Loiret à cette époque se rattache à la sphère culturelle orientale des groupes cannelés septentrionaux : elles en adoptent les grandes lignes des traditions mobilières ; mais elles conservent aussi une certaine indépendance dans le style.

### Moyen Âge
Une nécropole carolingienne a été découverte au Haut de l'Aunette, lors des fouilles préventives de 2006 pour la construction de l'autoroute A19. Elle inclut de nombreuses sépultures d'enfants, et celle d'une jeune femme enceinte.[réf. nécessaire]
En 1175 le roi Louis VII accorde, par un diplôme signé à Étampes, les privilèges de la charte de Lorris aux habitants de Courcelles, ainsi qu'un droit d'usage en forêt. Droit confirmé par Philippe, duc d'Orléans, en 1357. Un arrêt du Parlement de Paris de la Pentecôte 1281, constate que le village est régi par les coutumes de Lorris. Par la suite, les bourgeois de Courcelles perdent leurs privilèges.[réf. nécessaire]
Le château de Courcelles est l'un des plus importants de la région, par ses dimensions, puisqu'il s'étendait jusqu'à la rivière. Les origines du château ne sont pas connues. Nicolas de Bracque, fils d'un bourgeois de Paris, anobli en août 1339, reçut de Philippe de Valois le château de Courcelles pour prix de ses services. Élevé aux plus hautes charges du royaume, administrateur de la Monnaie, membre de la Chambre des comptes, trésorier général du roi, Nicolas de Bracque acquit une très grande fortune. Fait prisonnier à la bataille de Poitiers durant la guerre de Cent Ans, il recouvre sa liberté en 1357 ; puis, lors des États généraux, il est condamné à être déchu de tous ses offices et ses biens sont confisqués en 1358. La même année, le château est pillé par les bandes anglaises. Réintégré dans ses biens par le duc de Normandie, il négocie la paix avec Édouard III et meurt en 1388. Jean de Bracque, son fils, est l'un des principaux conseillers de Charles V, Grand Chambellan, ambassadeur et plénipotentiaire en plusieurs circonstances. Il fait réparer le château de Courcelles, augmente sa fortune par son mariage avec Jeanne de Courcy et meurt en 1406. Blanchet, son fils, lui succède et a l'idée de construire une nouvelle église paroissiale, jamais achevée, dont on voit encore les murs. Blessé et fait prisonnier à la bataille d'Azincourt durant la guerre de Cent Ans ; il meurt peu après sa libération. En 1425, Charles VII fait installer une garnison dans le château, ce qui n'empêche pas les Anglais de s'en emparer lors de leur dernier passage dans la région en 1432. Saisi féodalement en 1441, le château est donné à Georges de Brilhac, frère de l'évêque d'Orléans. Reconstruit après 1450, ce château avait un peu de ressemblance avec celui qui le précéda : c'était encore un imposant manoir, dont on devine l'importance à travers les ruines actuelles. Charles VII y séjourne plusieurs jours, en août et septembre 1493. Par mariage, la seigneurie de Courcelles passa à la famille de Lucas. Puis Henri II en fait don à Georges de Birague et à ses descendants.[réf. nécessaire]

### Époque moderne
Un acte de foi et hommage, rendu par Charles de Birague en 1687, nous aide à comprendre comment pouvait être Courcelles à cette époque. Le château comprenait des logements d'habitations tournés du côté de Bouilly ; un donjon central, avec le pont-levis, faisait également face à Bouilly. Du côté de Courcelles se trouvaient les écuries voûtées, les granges et la basse-cour. Le tout était entouré de fossés ; les murs de pierre ne cernaient qu'en partie le château et étaient flanqués de tours d'angles. Une avant-cour, bordée de murailles, allait jusqu'à la rivière, que l'on franchissait par un pont de pierre. Le bourg entier de Courcelles, composé de cent maisons et autres demeures, presque toutes couvertes de tuiles, était possédé par plusieurs particuliers, qui y demeuraient. Sur la place étaient construits les fours et pressoirs banaux, mais, à cette époque, aucune redevance n'était perçue pour leur utilisation. Le bourg et les jardins en dépendant ont été autrefois entourés de murailles, à présent tombées et démolies. La première école de Courcelles fut fondée en 1605 par Anne Rémy. La chapelle Saint-Hubert, qui avait été construite en 1271, fut rebâtie et bénie solennellement par l'archevêque de Sens en mai 1656. C'est probablement à cette époque que fut réparée l'église paroissiale telle que nous la connaissons aujourd'hui. Le château passa, par mariage, à la famille Le Maingre de Boucicaut, puis fut vendu peu avant la Révolution française. Par la suite, de nombreux propriétaires s'y succédèrent.[réf. nécessaire]

### Époque contemporaine

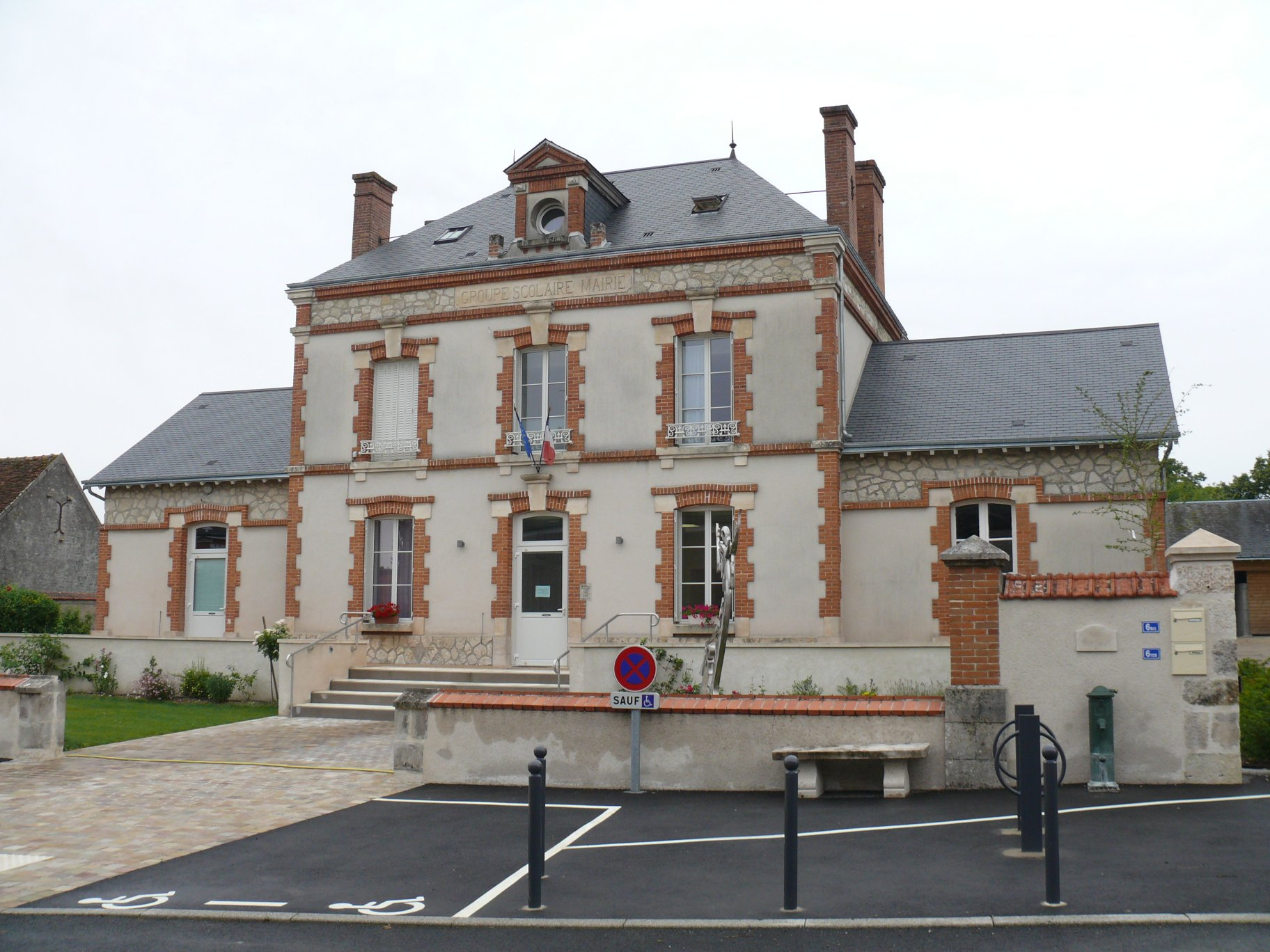
La mairie.

Durant la guerre franco-allemande de 1870, Courcelles est occupé par les troupes prussiennes, après un combat dans les rues du village. Le duc de Mecklembourg aurait dormi au château et y aurait fait mettre le feu.[réf. nécessaire]
Durant la Première Guerre mondiale, Courcelles constate le décès de 18 mobilisés sur une population de 388 habitants.[réf. nécessaire]
Durant la Seconde Guerre mondiale, en 1940, nouvelle occupation du château par les Allemands et nouvel incendie.[réf. nécessaire]

## Blasonnement
|  | Les armoiries de Courcelles se blasonnent ainsi : D'or au château donjonné de gueules maçonné et ouvert de trois portes de sable, surmonté de deux fleurs de lys aussi de gueules, et posé sur une champagne d'azur chargée à dextre d'une gerbe de blé et à senestre d'un cor contourné, le tout d'or. |

## Politique et administration

### Découpage territorial

#### Bloc communal: Commune et intercommunalités
La paroisse de Courcelles acquiert le statut de municipalité avec le  décret du 12 novembre 1789 de l'Assemblée Nationale puis celui de « commune », au sens de l'administration territoriale actuelle, par le décret de la Convention nationale du 10 brumaire an II (31 octobre 1793). Il faut toutefois attendre la loi du 5 avril 1884 sur l'organisation municipale pour qu'un régime juridique uniforme soit défini pour toutes les communes de France, point de départ de l'affirmation progressive des communes face au pouvoir central.
Aucun événement de restructuration majeure du territoire, de type suppression, cession ou réception de territoire, n'a affecté la commune depuis sa création.
La commune est membre de la Communauté de communes du Beaunois depuis sa création le 20 décembre 1995 jusqu'en 2016, un établissement public de coopération intercommunale issu de la transformation du S.I.Vo.M de Beaune-la-Rolande, créée en mai 1959, en communauté de communes. Depuis le 1er janvier 2017, la commune est membre de la Communauté de communes du Pithiverais-Gâtinais, issue de la fusion de la communauté de communes du Beaunois, de la communauté de communes des Terres puiseautines étendue à la commune nouvelle Le Malesherbois.

#### Circonscriptions de rattachement
Sous l'Ancien Régime, à la veille des États généraux de 1789, la paroisse de Courcelles était rattachée sur le plan ecclésiastique à l'ancien diocèse de Sens et sur le plan judiciaire au bailliage royal de Boiscommun.
La loi du 22 décembre 1789 divise le pays en 83 départements découpés chacun en six à neuf districts eux-mêmes découpés en cantons regroupant des communes. Les districts, tout comme les départements, sont le siège d'une administration d'État et constituent à ce titre des circonscriptions administratives. La commune de Courcelles est alors incluse dans le canton de Boynes, le district de Pithiviers et le département du Loiret.
La recherche d'un équilibre entre la volonté d'organiser une administration dont les cadres permettent l'exécution et le contrôle des lois d'une part, et la volonté d'accorder une certaine autonomie aux collectivités de base (paroisses, bourgs, villes) d'autre part, s'étale de 1789 à 1838. Les découpages territoriaux évoluent ensuite au gré des réformes visant à décentraliser ou recentraliser l'action de l'État. La régionalisation fonctionnelle des services de l'État (1945-1971) aboutit à la création de régions. L'acte I de la décentralisation de 1982-1983 constitue une étape importante en donnant l'autonomie aux collectivités territoriales, régions, départements et communes. L'acte II intervient en 2003-2006, puis l'acte III en 2012-2015.
Le tableau suivant présente les rattachements, au niveau infra-départemental, de la commune de Courcelles aux différentes circonscriptions administratives et électorales ainsi que l'historique de l'évolution de leurs territoires.
| Circonscription             | Nom                | Période   | Type                         | Évolution du découpage territorial |
| --------------------------- | ------------------ | --------- | ---------------------------- | --- |
| District                    | Pithiviers         | 1790-1795 | Administrative               | La commune est rattachée au district de Pithiviers de 1790 à 1795,. La Constitution du 5 fructidor an III, appliquée à partir de vendémiaire an IV (1795) supprime les districts, rouages administratifs liés à la Terreur, mais maintient les cantons qui acquièrent dès lors plus d'importance. |
| Canton                      | Boynes             | 1790-1801 | Administrative et électorale | Le 10 février 1790, la municipalité de Courcelles est rattachée au canton de Boynes. Les cantons acquièrent une fonction administrative avec la disparition des districts en 1795. |
| Canton                      | Beaune             | 1801-2015 | Administrative et électorale | Sous le Consulat, un redécoupage territorial visant à réduire le nombre de justices de paix ramène le nombre de cantons dans le Loiret de 59 à 31. Courcelles est alors rattachée par arrêté du 9 vendémiaire an X (30 septembre 1801) au canton de Beaune,. |
| Canton                      | Malesherbes        | 2015-     | Électorale                   | La loi du 17 mai 2013 et ses décrets d'application publiés en février et mars 2014 introduisent un nouveau découpage territorial pour les élections départementales. La commune est alors rattachée au nouveau canton de Malesherbes. Depuis cette réforme, plus aucun service de l'État n'exerce sa compétence sur un territoire s'appuyant sur le nouveau découpage cantonal. Le canton a disparu en tant que circonscription administrative de l'État ; il est désormais uniquement une circonscription électorale dédiée à l'élection d'un binôme de conseillers départementaux siégeant au conseil départemental. |
| Arrondissement              | Pithiviers         | 1801-1926 | Administrative               | Courcelles est rattachée à l'arrondissement de Pithiviers par arrêté du 9 vendémiaire an X (30 septembre 1801),. |
| Arrondissement              | Orléans            | 1926-1942 | Administrative               | Sous la Troisième République, en raison d'un endettement considérable et de l'effort nécessaire pour la reconstruction post-Première Guerre mondiale, la France traverse une crise financière. Pour réduire les dépenses de l'État, Raymond Poincaré fait voter plusieurs décrets-lois réformant en profondeur l'administration française : 106 arrondissements sont ainsi supprimés, dont ceux de Gien et de Pithiviers dans le Loiret par décret du 10 septembre 1926. Courcelles est ainsi transférée de l'arrondissement de Pithiviers à celui d'Orléans,.                                                         |
| Arrondissement              | Pithiviers         | 1942-     | Administrative               | La loi du 1er juin 1942 rétablit l'arrondissement de Pithiviers. Courcelles est alors à nouveau rattachée à l'arrondissement de Pithiviers. |
| Circonscription législative | 5e circonscription | 2010-     | Électorale                   | Lors du découpage législatif de 1986, le nombre de circonscriptions législatives passe dans le Loiret de 4 à 5. Un nouveau redécoupage intervient en 2010 avec la loi du 23 février 2010. En attribuant un siège de député « par tranche » de 125 000 habitants, le nombre de circonscriptions par département varie désormais de 1 à 21,. Dans le Loiret, le nombre de circonscriptions passe de cinq à six. La réforme n'affecte pas Courcelles qui reste rattachée à la cinquième circonscription. |

#### Collectivités de rattachement
La commune de Courcelles est rattachée au département du Loiret et à la région Centre-Val de Loire, à la fois circonscriptions administratives de l'État et collectivités territoriales.

### Politique et administration municipales

#### Conseil municipal et maire
Depuis les élections municipales de 2014, le conseil municipal  de Courcelles, commune de moins de 1 000 habitants, est élu au scrutin majoritaire plurinominal à deux tours, les électeurs pouvant modifier les listes, panacher, ajouter ou supprimer des candidats sans que le vote soit nul, pour un mandat de six ans renouvelable. Il est composé de 11 membres. L'exécutif communal, est constitué par le maire, élu par le conseil municipal, parmi ses membres, pour un mandat de six ans, c'est-à-dire pour la durée du mandat du conseil.
| Période                                  | Période  | Identité            | Étiquette | Qualité                             |
| ---------------------------------------- | -------- | ------------------- | --------- | ----------------------------------- |
| 1896                                     | 1907     | Maximilien Perichon |           |                                     |
| 1907                                     | 1908     | Désiré Buchette     |           |                                     |
| 1908                                     | 1912     | Jean Dupuy          |           |                                     |
| 1912                                     | 1919     | Henri Guillot       |           |                                     |
| 1919                                     | 1925     | Albert Cartier      |           |                                     |
| 1925                                     | 1929     | Arsène Balancon     |           |                                     |
| 1929                                     | 1935     | Paul Guillet        |           |                                     |
| 1935                                     | 1945     | Henri Monceau       |           |                                     |
| 1947                                     | 1970     | Arthur Parot        |           |                                     |
| 1970                                     | 1983     | Désiré Chaumette    |           |                                     |
| 1983                                     | 2008     | Maurice Archenault  |           |                                     |
| 2008                                     | En cours | Jonathan Wera       |           |                                     |
| mars 2014                                | mai 2020 | Denis Thion         |           | Retraité salarié du secteur privé   |
| mai 2020                                 | En cours | Jonathan Wera,      |           | Ouvrier qualifié de type industriel |
| Les données manquantes sont à compléter. |          |                     |           |                                     |

## Équipements et services

### Environnement

#### Gestion des déchets
En  2016, la commune est membre du SITOMAP de la région Pithiviers, créé en 1968. Celui-ci assure la collecte et le traitement des ordures ménagères résiduelles, des emballages ménagers recyclables  et des encombrants en porte à porte et du verre en points d'apport volontaire. Un réseau de huit déchèteries accueille les encombrants et autres déchets spécifiques (déchets verts, déchets dangereux, gravats, ferraille, cartons…). La déchèterie la plus proche de la commune est située sur la commune de Beaune-la-Rolande. L'élimination et la valorisation énergétique des déchets ménagers et de ceux issus de la collecte sélective sont effectuées dans l'outil de traitement appelé BEGEVAL, installé à Pithiviers et géré par le syndicat de traitement Beauce Gâtinais Valorisation (BGV) qui regroupe le territoire des trois syndicats de collecte : SMETOM, SITOMAP et SIRTOMRA. Cet outil est composé d'un centre de valorisation matière qui trie les emballages issus de la collecte sélective, les journaux-magazines et les cartons de déchèteries, et d'un centre de valorisation énergétique qui incinère les ordures ménagères résiduelles et le tout-venant incinérable des déchèteries ainsi que les refus du centre de tri.
Depuis le 1er janvier 2017, la « gestion des déchets ménagers » ne fait plus partie des compétences de la commune mais est une compétence obligatoire de la communauté de communes du Pithiverais-Gâtinais en application de la loi NOTRe du 7 août 2015.

#### Production et distribution d'eau
Le service public d'eau potable est une compétence obligatoire des communes depuis l'adoption de la loi du 30 décembre 2006 sur l'eau et les milieux aquatiques. Au 31 décembre 2016, la production et la distribution de l'eau potable sur le territoire communal sont assurées par la commune elle-même.
La loi NOTRe du 7 août 2015 prévoit que le transfert des compétences « eau et assainissement » vers les communautés de communes sera obligatoire à compter du 1er janvier 2020. Le transfert d'une compétence entraîne  de  facto la mise à disposition gratuite de plein droit des biens, équipements et services publics utilisés, à la date du transfert, pour l'exercice de ces compétences et la substitution de la communauté dans les droits et obligations des communes,.

#### Assainissement
La compétence assainissement, qui recouvre obligatoirement la collecte, le transport et l'épuration des eaux usées, l'élimination des boues produites, ainsi que le contrôle des raccordements aux réseaux publics de collecte, est assurée  par la commune.
La commune est raccordée à une station d'épuration située sur le territoire communal, mise en service le 1er avril 2010 et dont la capacité nominale de traitement est de  490 EH, soit 75 m3/jour. Cet équipement utilise un procédé d'épuration de type lagunage naturel. Son exploitation est assurée en 2017 par Courcelles,.
L'assainissement non collectif (ANC) désigne les installations individuelles de traitement des eaux domestiques qui ne sont pas desservies par un réseau public de collecte des eaux usées et qui doivent en conséquence traiter elles-mêmes leurs eaux usées avant de les rejeter dans le milieu naturel. Depuis le 1er janvier 2017, la communauté de communes du Pithiverais-Gâtinais, issue de la fusion de la communauté de communes du Beaunois, de la communauté de communes des Terres puiseautines étendue à la commune nouvelle Le Malesherbois, assure le service public d'assainissement non collectif (SPANC). Celui-ci a pour mission de vérifier la bonne exécution des travaux de réalisation et de réhabilitation, ainsi que le bon fonctionnement et l'entretien des installations,.

## Population et société

### Démographie
L'évolution du nombre d'habitants est connue à travers les recensements de la population effectués dans la commune depuis 1793. Pour les communes de moins de 10 000 habitants, une enquête de recensement portant sur toute la population est réalisée tous les cinq ans, les populations de référence des années intermédiaires étant quant à elles estimées par interpolation ou extrapolation. Pour la commune, le premier recensement exhaustif entrant dans le cadre du nouveau dispositif a été réalisé en 2006.
En 2022, la commune comptait 318 habitants, en évolution de +4,95 % par rapport à 2016 (Loiret : +1,89 %, France hors Mayotte : +2,11 %).
De 1655 à 1789, le nombre d'habitants était de 212 âmes. Il augmenta jusqu'à 590 habitants en 1866 puis il y eut un dépeuplement jusqu'en 1975 (195 habitants). En 1982, 1990 et 1999, le nombre d'habitants augmenta de nouveau.
| 1793 | 1800 | 1806 | 1821 | 1831 | 1836 | 1841 | 1846 | 1851 |
| ---- | ---- | ---- | ---- | ---- | ---- | ---- | ---- | ---- |
| 477  | 480  | 494  | 513  | 480  | 509  | 505  | 508  | 525  |

| 1856 | 1861 | 1866 | 1872 | 1876 | 1881 | 1886 | 1891 | 1896 |
| ---- | ---- | ---- | ---- | ---- | ---- | ---- | ---- | ---- |
| 518  | 578  | 590  | 508  | 510  | 480  | 481  | 473  | 419  |

| 1901 | 1906 | 1911 | 1921 | 1926 | 1931 | 1936 | 1946 | 1954 |
| ---- | ---- | ---- | ---- | ---- | ---- | ---- | ---- | ---- |
| 420  | 416  | 388  | 357  | 404  | 376  | 336  | 303  | 293  |

| 1962 | 1968 | 1975 | 1982 | 1990 | 1999 | 2006 | 2011 | 2016 |
| ---- | ---- | ---- | ---- | ---- | ---- | ---- | ---- | ---- |
| 255  | 213  | 195  | 230  | 248  | 251  | 274  | 289  | 303  |

| 2021 | 2022 | - | - | - | - | - | - | - |
| ---- | ---- | - | - | - | - | - | - | - |
| 316  | 318  | - | - | - | - | - | - | - |

## Patrimoine
L'église Saint-Jacques est bâtie au XIIIe siècle et agrandie au XVe siècle. En 1911, une demande de classement de l'église et du chœur inachevé, datant du XVe siècle, aux Monuments historiques est refusée. Elle est restaurée entre 1994 et 1995. En 1996, les façades de l'église, du clocher et du chœur sont rénovées.
La chapelle Saint-Hubert est construite en 1650 et est décorée de peintures du XVIIe siècle. Le répertoire des Monuments Historiques y prête attention en 1969. En 2000, sa restauration est envisagée, puis entreprise.
Un pont du XVe siècle enjambe la Rimarde.

### L'église Saint-Jacques-le-Majeur

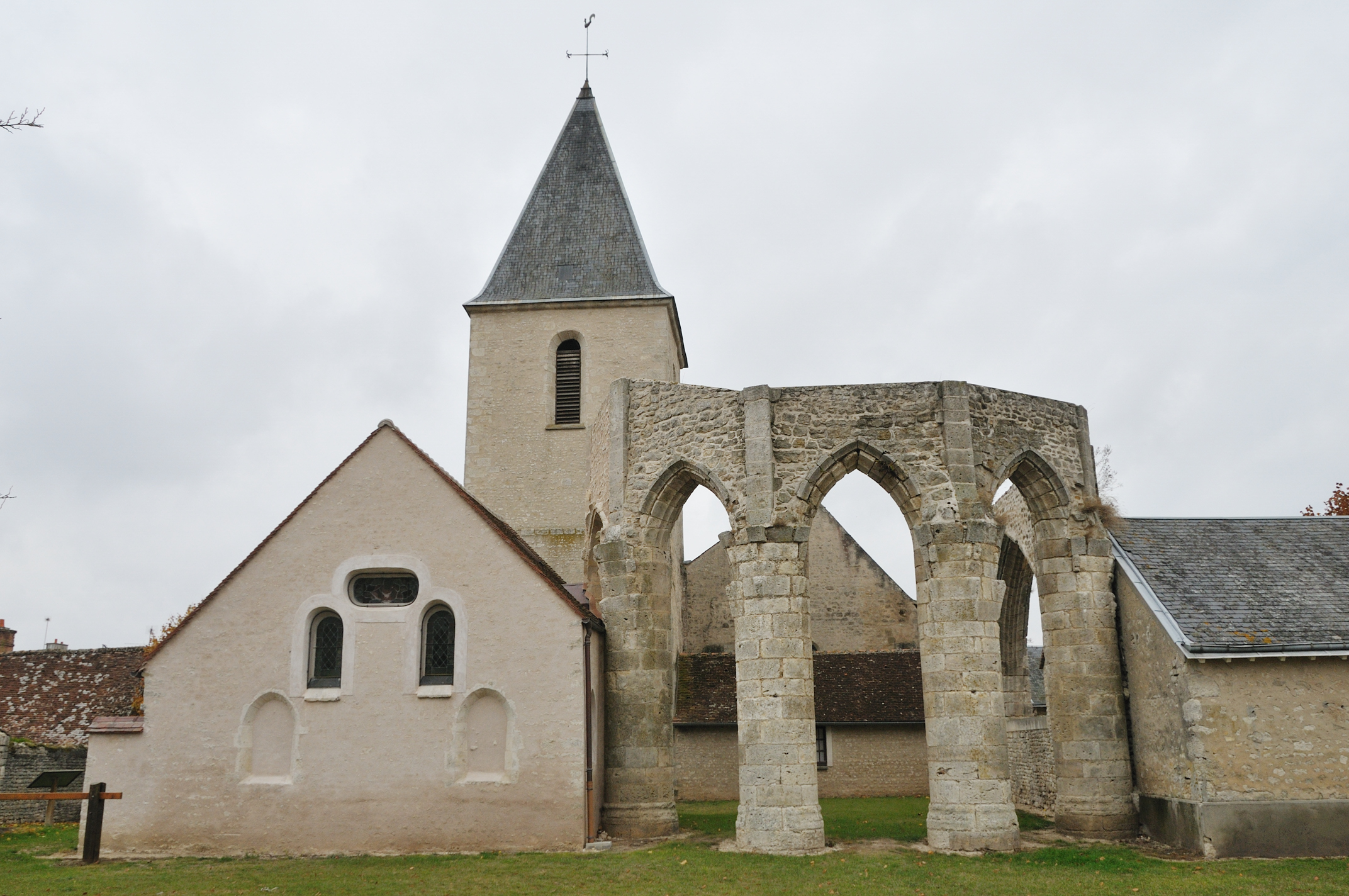
Église Saint-Jacques-le-Majeur, chœur inachevé et chapelle Saint-Hubert.

Le visiteur croit se trouver devant une église plutôt banale, mais, lorsqu'il en fait le tour, il découvre un vaste chœur en ruine et une chapelle derrière le clocher : trois éléments bien distincts.
Située dans le diocèse de Sens, doyenné du Gâtinais jusqu'au Concordat de 1801, elle relevait de l'abbaye de Saint-Benoît-sur-Loire qui en nomma le curé jusqu'en 1709, bien qu'ayant cédé un droit de dîmes aux moines de la Cour Dieu en 1123.
L'abbé Bernois, dans son étude sur la seigneurie de Courcelles-le-Roi (1886), nous apprend qu'une église existait à la fin du XIIe siècle, dédiée à saint Jacques-le-Majeur, sainte Anne et sainte Apolline. Cette dédicace à saint Jacques pourrait indiquer, comme quelques autres indices le suggèrent, que Courcelles se trouvait sur un itinéraire secondaire des routes du pèlerinage de Compostelle.
Cette église a été agrandie en 1406 par Blanchet de Bracque, seigneur de Courcelles. Son projet grandiose de chapelle royale fut interrompu, Blanchet ayant été fait prisonnier à la bataille d'Azincourt. On a conservé le souvenir de travaux achevés en 1604. La chapelle Saint-Hubert avait été élevée en 1271 mais était en ruine. Le monument actuel fut inauguré par l'archevêque de Sens en 1656. La municipalité a fait effectuer une restauration de l'église vers 1994 et obtenu son inscription à l'inventaire supplémentaire des Monuments Historiques.
Il s'agit donc d'une église gigogne : un édifice commencé fin XIIe qui a bien failli disparaître pour laisser place à une immense construction du XVe siècle. L'abandon de ce projet grandiose entraîna la nécessité d'agrandir l'église en lui ajoutant au XVIe un bas-côté. La nef fut reprise à cette occasion. Ce pourrait être ces travaux, qui s'achevèrent en 1604. La nef ne fut voûtée qu'au XIXe siècle. D'autre part, l'église possède un mobilier limité mais de grande valeur : des fonts baptismaux XVIIe placés devant un petit retable de la même époque et un bénitier d'une qualité exceptionnelle de la même époque, avec toute la grandeur et la dignité sévère du style Louis XIV. Signalons également une curiosité historique locale : l'orgue de chœur provient de la chapelle de l'Institut Jeanne de France à Pithiviers.

### La chapelle Saint-Hubert

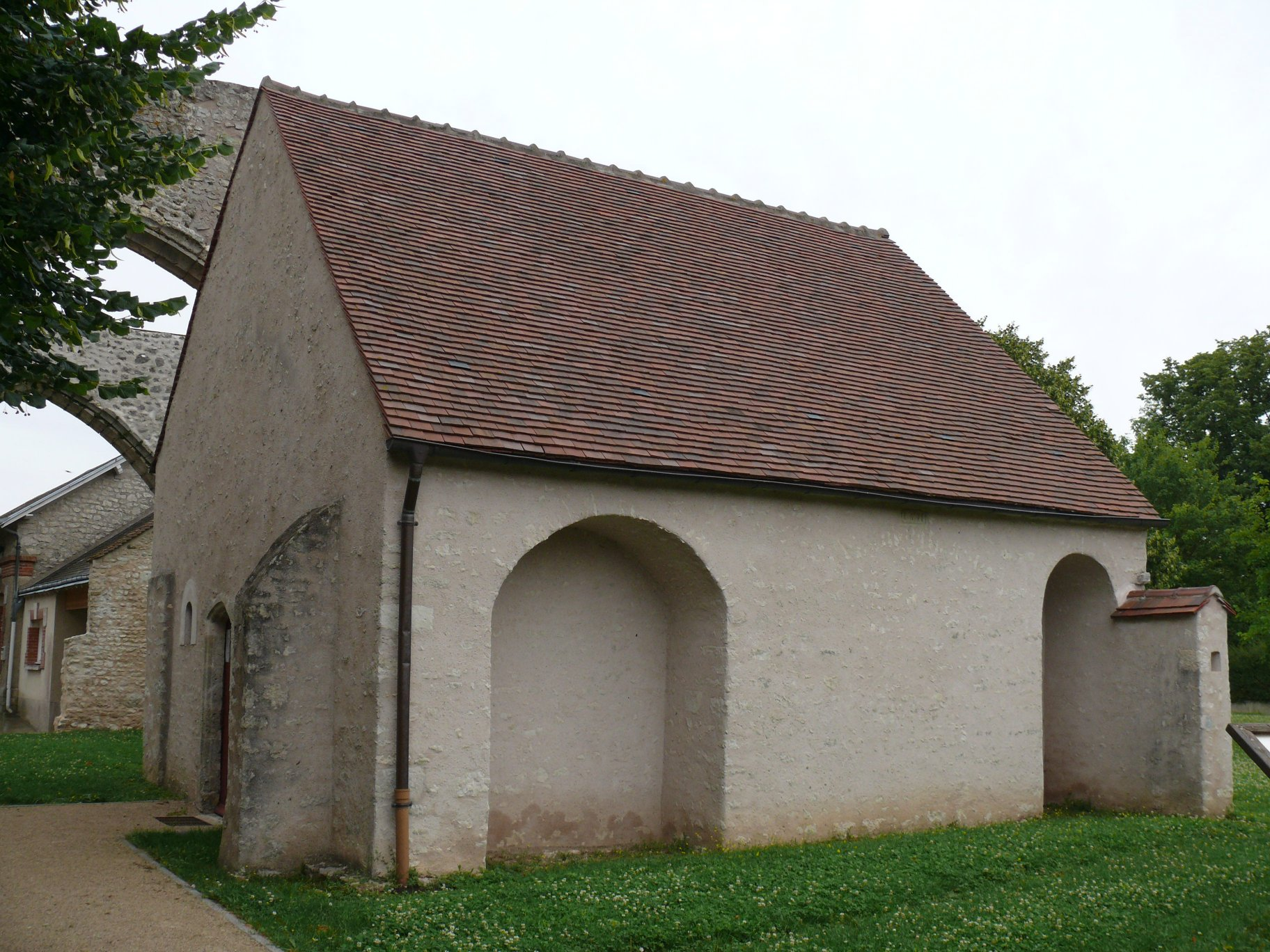
La chapelle Saint-Hubert.

Il s'agit d'une petite chapelle située derrière l'église Saint-Jacques-le-Majeur. Deux ouvertures, aujourd'hui murées, permettent de la dater du XVIe ou XVIIe siècle. Les ouvertures actuelles, en brique, sont XIXe. Elle a été refaite en 1656 selon l'abbé Bernois. Elle est couverte de fresques (exécutées à sec), présentant un grand intérêt et ayant beaucoup de charme, datant du XVIIe siècle, sur lesquelles figurent entre autres saint Hubert, sainte Apolline, sainte Geneviève, saint Antoine... Elle possède également un autel baroque et des vitraux (XVIIe ?) d'un modèle exceptionnel et remarquable. Elle a fait l'objet d'une très belle restauration au début des années 2000.

### Le château de Courcelles-le-Roi

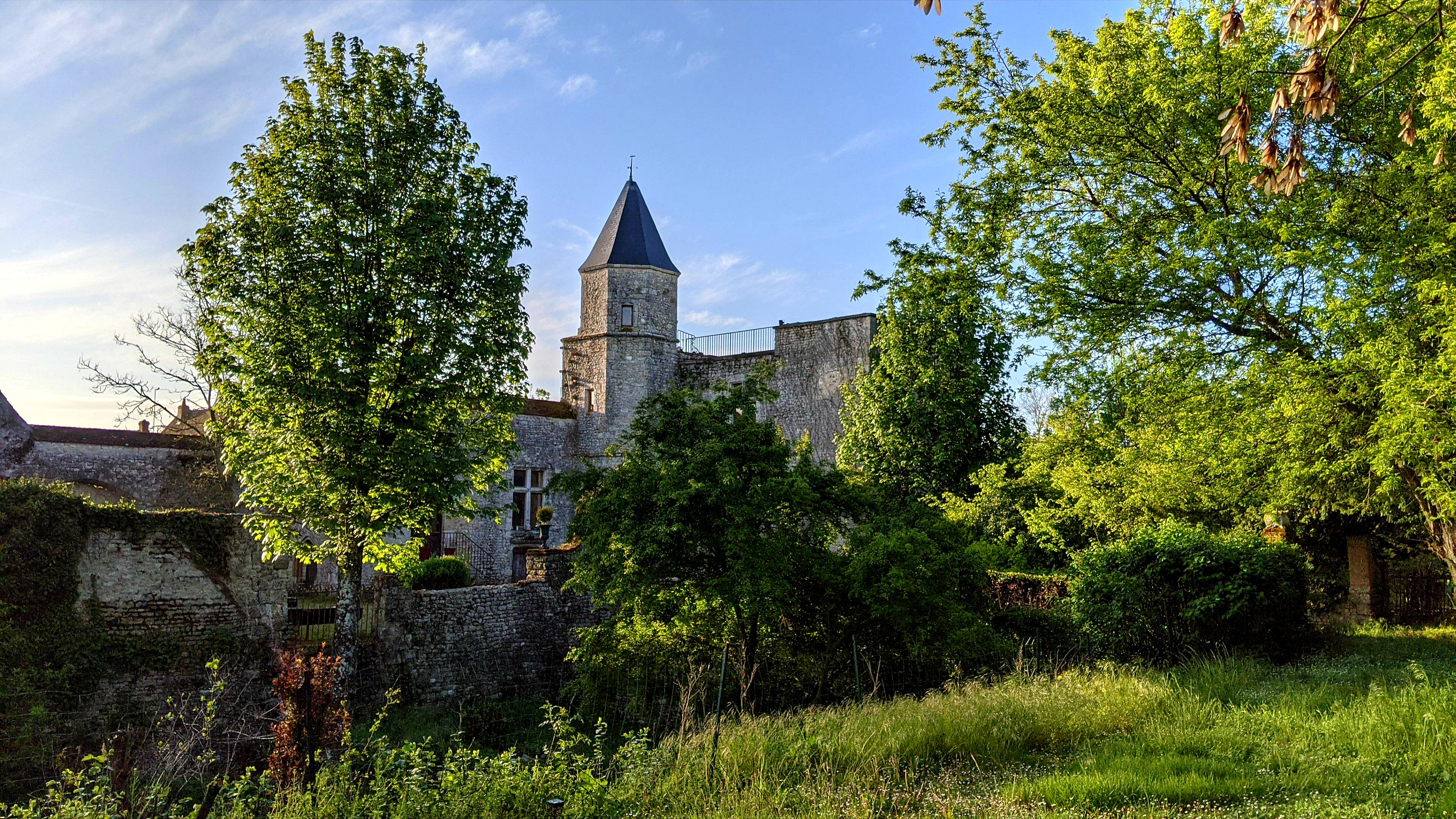
Façade Ouest du Château de Courcelles-le-Roi

L'édifice est un ancien château fort datant du XIIe siècle  inscrit aux monuments historiques en 1931. Il dépend à l'origine de la châtellenie de Boiscommun située dans le domaine royal.

## Personnalités liées à la commune
- Lubin Baugin (v. 1610-1663), peintre français du XVIIe siècle.a peints de natures mortes, galerie Spada  à Rome, plusieurs Mays de Notre Dame de Paris, tableaux Musée des Beaux Arts d'Orléans, et Musée du Louvre. Décors de la maison professe des Jésuites Paris.

### Les seigneurs de Courcelles
Les rois de France séjournaient à Courcelles. Ils s'y firent représenter par des gouverneurs particuliers : les prévôts. Le premier connu était Pierre de Corselles en 1357. La première famille seigneuriale que nous rencontrons est celle des de Bracque.
Nicolas de Bracque, anobli en 1339 fut fait chevalier. Il devint successivement clerc du roi, procureur général, conseiller au Parlement, maître des requêtes, puis il entra au Grand Conseil. Il fut l'objet de libéralités de la part de Philippe IV de Valois et de son fils. Il choisit de préférence Courcelles pour maison d'habitation. Il conserva la même puissance à la cour de Jean II. Il obtient en mai 1356 une gratification de 4 000 florins. Fait prisonnier aux côtés de Jean II le 19 septembre 1356 à la bataille de Poitiers, il recouvre sa liberté en 1357. Il partit en Angleterre pour traiter de la paix et de la rançon de Jean II en 1360. Il avait épousé en premières noces Jeanne de Tremblay qui mourut en 1342 et en secondes noces Jeanne Le  Bouteiller de Senlis, dont il eut deux fils, Jean et Michel. Certains lui en accordent un troisième qui aurait été évêque de Troyes. Jeanne Le Bouteiller mourut en 1376 et Nicolas de Bracque en 1388. Parmi les monuments conservés au musée du Louvre ou à l'école des Beaux-Arts, figure le tombeau de Nicolas de Bracque, ou plus exactement la figure principale qui surmontait ce tombeau, ainsi que le buste de pierre et marbre de l'une de ses deux épouses sans que l'on puisse savoir exactement laquelle.
Jean de Bracque, filleul de Jean II, il fut élevé auprès de Charles V. Conseiller du duc de Berry, il se marie à Jeanne de Courcy dont il eut deux enfants : Marie et Blanchet. Il se trouvait en 1364 au siège du fort de Moulineaux, près de Rouen ; peu de temps après, il devint écuyer tranchant du duc d'Anjou en 1370, avant d'être élevé à la dignité de maître et enquêteur des eaux et forêts du pays de Normandie en 1376. C'est lui qui a sans doute commencé la première reconstruction du château. Il meurt en 1406. Marie qui sera Dame de Laas, d'Escrennes et de Courcy se marie en premières noces avec Jean de Salezart et en secondes noces avec Raymond de Mascaron.
Blanchet de Bracque, seigneur de Courcelles, se marie avec Jeanne, fille de Gaucher, seigneur de Châtillon-sur-Marne en 1396. Il rend hommage en 1406 au duc d'Orléans pour la châtellenie de Boiscommun et devient en 1406, maître de toutes les possessions de son père et d'Yèvre-le-Châtel. Il serait l'auteur de la reconstruction de l'église en 1406. Blanchet se battit à Azincourt en 1415, fut blessé et fait prisonnier. Il n'eut qu'une fille, Jeanne, qui lui succéda dans ses biens et sa fortune.
Jeanne de Bracque, c'est avec elle que commence la décadence de la famille. Elle fut trois fois mariée, la première fois avec Jean de L'Hôpital, chambellan de Charles VI avec qui elle eut cinq enfants. Puis avec Pierre de Courtenay en 1408. Un de leurs fils, Jean revendiquera Courcelles en héritage. Enfin avec Jean d'Autruy en 1418. Elle meurt en 1440.
Les armes des de Bracque sont « de fond d'azur à gerbe d'or liée de gueules ».
En 1441, les officiers du duc d'Orléans se saisissent des terres qui furent exploitées par les gens du roi qui commet à la garde de château un gentilhomme : Pierre Pallier, prévôt. La seigneurie passe alors dans la famille des de Brilhac, originaire de Bourges.
Les armes des de Brilhac sont « écartelé au 1 et 4 d'azur, à 3 fleurs de lys d'argent 2 et 1, au 2 et 3 aussi d'azur, au chevron d'argent, chargé de 5 roses de gueules et accompagné de 3 molettes d'éperon d'or, 2 en chef et 1 en pointe ».
Les de Brilhac étaient en faveur auprès du roi et du duc d'Orléans.
Guy de Brilhac part en 1462 pour la Lombardie, accompagné d'un troubadour. Son fils, Jean de Brilhac, eut trois enfants : Pierre, François et Georges.
Georges I de Brilhac, marié à Marguerite de Husson, n'eut pas d'enfant. Il reconstruit pour la seconde fois le château. Il meurt vers 1500. C'est Georges, fils de Pierre de Brilhac marié à Anne de Tranchelion, qui lui succédera.
Georges II de Brilhac se marie à Marie de Pompadour et a trois enfants : Catherine, Guillaume et Jeannot. Catherine se marie à Girard de Lucas, faisant passer dans une nouvelle maison, la seigneurie de Courcelles avec ses dépendances : le Tertre, la Caponnerie, Viévy, Armeville et la Grand-Cour de Dadonville. Ils eurent deux enfants : François et Gatien. Louis, fils de François épousera Marie d'Augerville. Ils auront également deux enfants : Jacques et Jeanne. Jeanne épousera Jean de Longueau.
Jacques de Lucas, seigneur de Courcelles en partie, épouse le 6 décembre 1544 Madeleine de L'Hospital, fille de Charles de L'Hospital, chevalier et seigneur de Vitry-aux-Loges, Nogent, Coubert et du Hallier. De leur union naquirent trois enfants : Regent qui mourra en 1575 sans enfant, Catherine et Hélène. Celles-ci se partagent les droits dur Courcelles. Hélène épouse vers 1580 Jean de Beauxoncle, seigneur d'Aulnay-sous-Boësses, qui devient propriétaire de Courcelles à la mort de Jean Coquelin, mari de Catherine.
Les armes des de Beauxoncles étaient « de gueules à 3 coquilles, 2 et 1, au chef d'argent ». Puis, on arrive à la famille des de Birague dont les armes sont "d'argent à 3 faces bretécées et contre bretécées de gueules, chaque bande chargée dans le milieu d'un trèfle d'or". De cette famille, les seigneurs de Courcelles seront :
Georges de Birague sera par la faveur du roi, seigneur de Chise de l'Isledon (près de Montargis), de Courcelles et de Coudray. Il meurt en 1622 en laissant trois fils.
Henri de Birague, 1er valet de la garde-robe du roi, marié à Marie Rouault, aura quatre enfants. Il meurt en 1647.
Charles de Birague, seigneur de Courcelles, épouse Marie de Bouchaut. Ils auront deux enfants, Louis qui meurt jeune et Marie-Marguerite qui hérite de Courcelles. Celle-ci sera connue comme « la Bonne Dame de Courcelles ». Elle épousera Michel Le Maingre de Boucicaut. Trois enfants sont issus de leur union.
Marie-Geneviève de Birague termine la lignée à sa mort en 1781 à l'âge de 84 ans. Elle avait épousé en 1719 Louis de Marcay, écuyer, seigneur de Blaise et Sury-aux-Bois et en secondes noces, messire Charles de Vidal, seigneur des Grands-Chateliers. Elle fut enterrée près de la grande croix dans le cimetière de la paroisse, une ordonnance royale datant de quelques années ayant proscrit les inhumations dans les églises.
Le marquis de Barbancois vend en 1788 à la famille Jacob tout ce qu'il possède à Courcelles et prend avec les émigrés le chemin de l'exil.
En 1806, une descendante des derniers châtelains vint à Courcelles pour racheter ce qui restait de son patrimoine. Les conditions imposées étaient telles qu'elle y renonça, n'emportant qu'une pierre en souvenir de son héritage.
En 1820, le château devint la propriété de la famille Demadières-Biron.

## Économie
L'activité agricole est dominante (céréales, betterave à sucre, tournesol). En 1964, la surface des terres labourables était de 570 hectares en céréales (blé, orge, avoine), 40 hectares pour les betteraves à sucre et 30 hectares pour les plantes fourragères. Avant la Première Guerre mondiale, il y avait 45 hectares de vignes et 30 hectares de safran.
Avant 1939, on comptait en population active travaillant dans la commune 133 « agricoles » et 33 artisans et ouvriers artisans. Les 133 « agricoles » représentaient 42 exploitations. Après 1983, on comptait en population active 119 habitants (dont 55 personnes travaillant dans la commune, 54 personnes travaillant hors de la commune, 10 femmes au foyer et 52 retraités). En 1995, le nombre d'exploitations était de 7 avec 10 exploitants.

## Enseignement
L'école fut créée à Courcelles en 1605. Mais faute d'avoir assez d'élèves, elle dut fermer définitivement en 1972.
C'est à cette date que fut créé le regroupement scolaire des élèves de Batilly-en-Gâtinais, Chambon-la-Forêt, Courcelles, Nancray-sur-Rimarde, Nibelle et Saint-Michel. Chacune de ces communes possède une école, sauf Courcelles et Saint-Michel, et accueille les élèves selon le cycle scolaire auquel ils appartiennent. Un ramassage scolaire est organisé.
Le collège de secteur est celui de Beaune-la-Rolande et le lycée de secteur celui de Pithiviers.

## Manifestations
Le comité des fêtes propose entre autres : un repas des voisins (début de l'été), une galette des rois, une randonnée pédestre (début du printemps), une brocante-vide grenier (le premier dimanche après le 15 août, reprenant ainsi la date à laquelle se faisait la fête du village autrefois), des visites de la chapelle Saint-Hubert les dimanches du mois d'août et le 15 août, ainsi que lors des Journées européennes du patrimoine.